# Pequotská válka
Pequotská válka je název pro konflikt mezi indiány a anglickými kolonisty, k němuž došlo v jižní Nové Anglii v letech 1636–1638. Jednalo se o první skutečnou válku v této oblasti a první z dlouhé řady válek, které severoameričtí indiáni s bělošskými novousedlíky prohráli.

## Příčiny
Angličané začali kolonizovat zdejší oblast ve 20. letech 17. století (Otcové poutníci) a zprvu se do konfliktů s domorodci téměř nedostávali, mj. i z důvodu nízké zalidněnosti pobřežních oblastí. Domorodí obyvatelé Nové Anglie – šlo především o indiány kmenů Massachusett, Wampanoag, Narragansett, Pequot, Niantic, Mohegan – byli zdecimováni vlnou epidemií, která oblast zasáhla ve druhém desetiletí 17. století a později opět v letech 1633–1634. V roce 1630 začalo do oblasti proudit mnohem více osadníků z Anglie (jednalo se především o puritány) a vztahy s indiány nabraly na intenzitě. Angličané se stali důležitým faktorem mezikmenových vztahů. Většina místních komunit a kmenů je chtěla získat za obchodní partnery a spojence. Pokusili se o to rovněž Pequotové, kteří žili na jihovýchodě dnešního státu Connecticut v povodí řek Thames (dříve Pequot) a Mystic. Uzavřeli s puritány z Massachusetts v roce 1634 dohodu a dokonce je pozvali ke kolonizaci údolí řeky Connecticut. Angličané však později obvinili Pequoty z toho, že zabili několik kolonistů a neplní sjednanou dohodu. Obě strany začaly intenzivně hledat spojence pro nadcházející konflikt. Úspěšnější byli kolonisté, jimž se podařilo získat na svou stranu nejpočetnější novoanglický kmen a tradiční rivaly Pequotů Narragansetty a dřívější příbuzné Pequotů Mohegány, jež vedl náčelník Uncas.

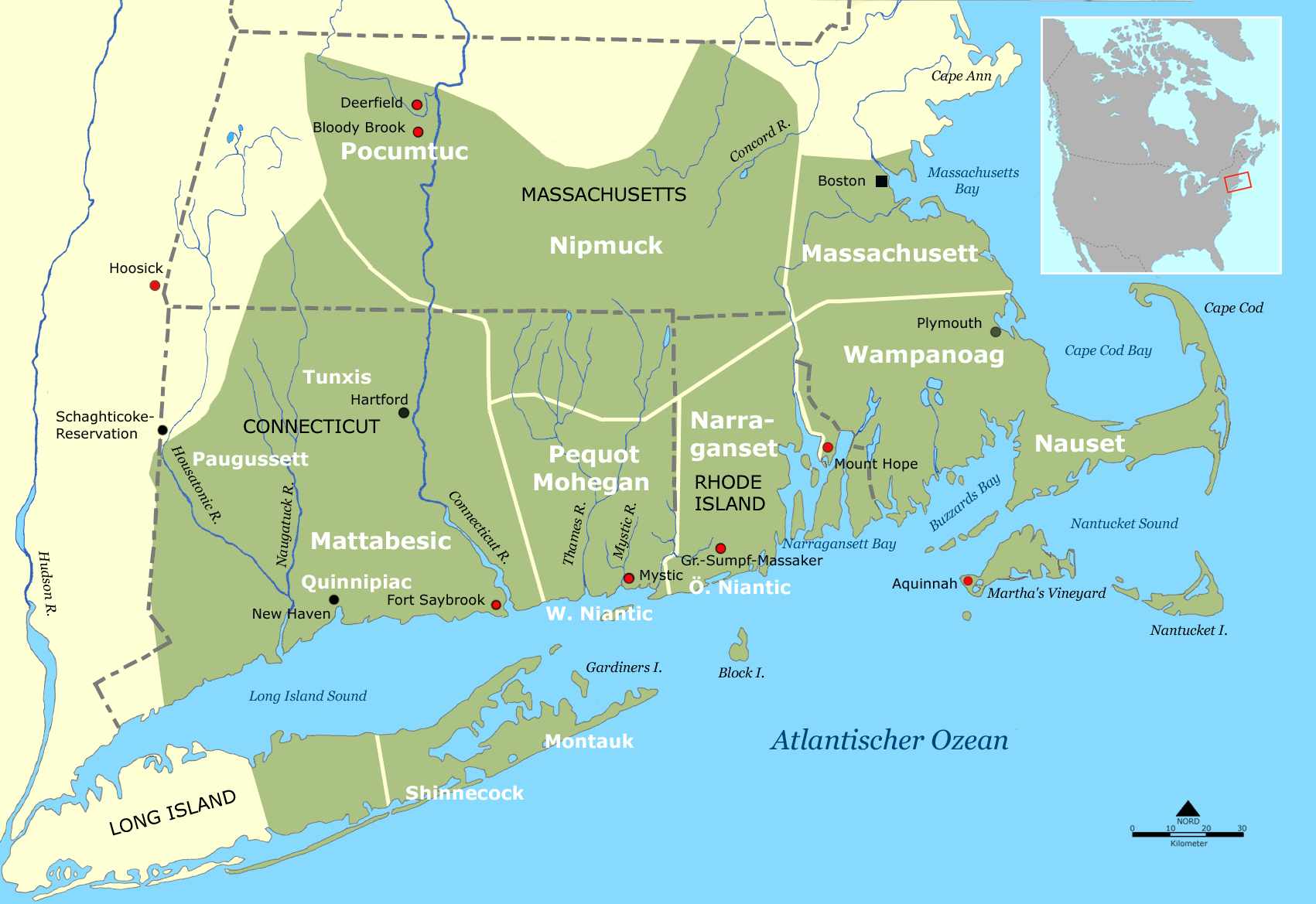
Hlavní novoanglické kmeny a jejich teritoria na počátku 17. století

## Průběh
Válka začala neoficiálně v létě 1636 neúspěšnou kárnou výpravou massachusettských Angličanů a odvetnými akcemi Pequotů. Ti oblehli pevnost Saybrook při ústí řeky Connecticut a napadali kolonisty v okolí této pevnosti. Během několikaměsíčního „obléhání“ se však ani jednou nepokusili pevnůstku dobýt, nicméně zabili několik vojáků a kolonistů, kteří se v oblasti z různých důvodů objevili. V dubnu 1637 zaútočili Pequotové na nedávno založenou osadu Wethersfield, zabili asi desítku obyvatel a množství domácích zvířat. Tento útok inicioval další anglickou výpravu, která čítala 90 mužů a vedl ji connecticutský kapitán John Mason. K výpravě se připojil i Uncas s několika desítkami svých bojovníků a později i několik set Narragansettů. Této „armádě“ se podařilo v květnu 1637 nepozorovaně proniknout z východu k pequotské palisádou opevněné vesnici u řeky Mystic. 26. května došlo k bitvě často nazývané masakr u řeky Mystic. Spojené anglo-indiánské síly pevnost obklíčily a zapálily. Během nastalé bitky zemřelo 400–700 Pequotů včetně žen a dětí. Anglické ztráty činily 2 mrtvé a 20 raněných. Ztráty Mohegánů a Narragansettů nejsou známy, ale zřejmě nepřesáhly několik mrtvých. Tato bitva prakticky rozhodla o osudu války. Pequotové opustili svou druhou velkou opevněnou osadu Weinshauks a snažili se uniknout z dosahu Angličanů. Část se jich vzdala okolním indiánům, část uprchla na severozápad k Mohavkům (Irokézové). Mohavkové však zabili nejvyššího náčelníka Pequotů Sassacuse a mnoho jeho lidí a jejich skalpy poslali Angličanům. Druhý velký náčelník Mamoho byl zraněn, ale uprchl, nicméně o jeho dalších osudech není nic známo. Mezitím Angličané uspořádali několik výprav s cílem zbavit se jednou pro vždy pequotské „hrozby“. Pokud padli Pequotové do rukou Angličanů živí, čekal je většinou prodej do otroctví do Západní Indie a na Bermudy. Někteří se stali sluhy kolonistů a několik si Angličané ponechali jako překladatele!

## Výsledky

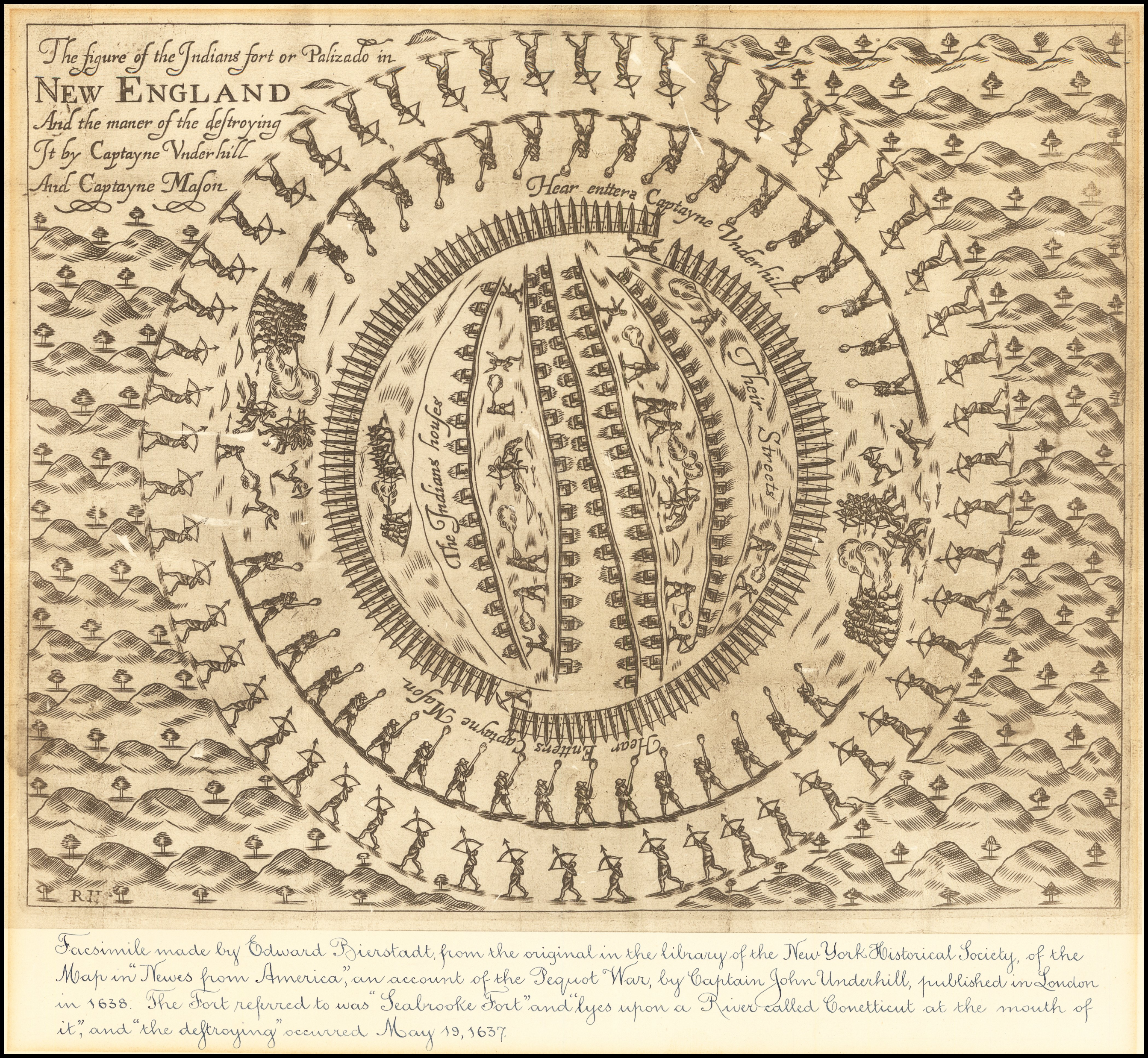
Náčrtek kapitána Johna Underhilla, zástupce velitele spojené anglo-indiánské výpravy, ukazující situaci při dobývání opevněné pequotské osady Mystic

Do léta roku 1638 zabili Angličané a jejich indiánští spojenci mnoho stovek Pequotů (přesné číslo nelze zjistit, ale půjde zhruba o tisíc lidí) a přibližně stejné množství zajali. Stovky Pequotů se rovněž rozptýlily mezi jiné kmeny a do různých nepřístupných míst. Tento kdysi mocný kmen načas přestal v zásadě existovat. Definitivní tečkou za konfliktem se stala konference konaná v Hartfordu v září 1638. Přeživší Pequotové byli rozděleni mezi Mohegány a Narragansetty. Pequotské území připadlo pod jurisdikci kolonie Connecticut. Přestože Pequotové měli tímto jako etnikum zaniknout, nebylo tomu tak. Část se později osamostatnila a o 40 let později ve válce krále Filipa vystupovali už jako spojenci Angličanů. Pequotové žijí v oblasti jižní Nové Anglie doposud. Jsou známí svým úspěšným provozováním kasín.